# غرد أشوان
غرد أشوان هي قرية في مقاطعة بيرانشهر، إيران. عدد سكان هذه القرية هو 170 في سنة 2006.